# André Sogliuzzo
André Sogliuzzo (sinh ngày 10 tháng 8 năm 1966 ở Thành phố New York, Hoa Kỳ) là một diễn viên và diễn viên lồng tiếng người Mỹ gốc Ý. Anh được biết đến với vai trò người lồng tiếng cho một số nhân vật hư cấu. Anh đã lồng tiếng trong Open Season, Avatar: The Last Airbender, American Dad!, Jackie Chan Adventures, và giọng của McSquizzy trong Open Season series.

## Danh sách phim

### Vai hoạt hình
- American Dad!
- Avatar: The Last Airbender
- Brandy & Mr. Whiskers
- Boog and Elliot's Big Adventure
- Celebrity Deathmatch
- Family Guy
- Harvey Birdman, Attorney at Law
- Jackie Chan Adventures
- Random! Cartoons
- SpongeBob SquarePants
- Star Wars: Clone Wars
- The Batman
- Wolverine and the X-Men

### Phim điện ảnh
- Open Season
- Open Season 3
- Open Season 4
- The Polar Express
- Transformers: Revenge of the Fallen
- You've Got Mail

### Game video
- Crysis
- Age of Empires III
- Call of Duty United Offensive
- Company of Heroes
- Condemned 2: Bloodshot
- Crash Nitro Kart
- Destroy All Humans!
- Eat Lead: the Return of Matt Hazard
- EverQuest II
- Fantastic Four
- Final Fantasy X
- Final Fantasy XIII
- Ghostbusters: The Video Game
- Ratchet: Deadlocked
- Scarface: The World Is Yours
- Shrek 2
- Shrek the Third
- SOCOM: U.S. Navy SEALs Fireteam Bravo 3
- Spyro: Enter the Dragonfly
- Spyro: Year of the Dragon
- Star Wars: The Clone Wars
- Tak: The Great Juju Challenge
- Tales of Symphonia
- The Scorpion King: Rise of the Akkadian
- X-Men Legends
- GTA: San Andreas
- Pay Day 2